# Dimetrodon
Dimetrodon ([di-ME-trodon]; som betyder "to slags tænder") var en slægt af kødædende, synapside sejløgler, som levede i Perm for mellem 280 og 265 millioner år siden. Den var nærmere beslægtet med pattedyr end egentlige reptiler såsom øgler.
Dimetrodon var ikke en dinosaur på trods af, at den lignede dem til forveksling. Den er i stedet klassificeret som en pelycosaur, sammen med bl.a. den planteædende sejløgle Edaphosaurus. Der er fundet Dimetrodon fossiler i Nordamerika og Europa, samt Dimetrodon fodaftryk i det sydlige New Mexico af Jerry MacDonald.

## Beskrivelse
Dimetrodon var et toprovdyr, og var dengang en af de største kødædere, da den kunne blive op til 3,5 meter lang. Navnet Dimetrodon betyder "to slags tænder", hvilket henfører til dens store kranium med to typer tænder (skarpe tænder og spidse tænder), hvilket reptiler ikke har (reptiler er overvejende homodonte). Den gik på fire ben, er estimeret til at veje op til 250 kg og havde en lang hale. Dimetrodon ville sandsynligvis have bevæget sig som de nulevende øgler.

### Sejlet
Det kendetegnende træk ved en Dimetrodon var dens spektakulære sejl på dens ryg. Sejlet, som var fyldt med blodkar og forbundet til dens rygrad, blev sandsynligvis brugt til at regulere dens kropstemperatur. Denne funktion var meget vigtigt, da den gav Dimetrodon mere tid til at jage bytte. Sejlet kan også være brugt under parringsritualer og til at skræmme andre rovdyr væk med. Bramwell and Fellgett (1973) har beregnet, at en 200 kg tung Dimetrodon skulle bruge 205 minutter på at varme sig op fra 26° C til 32° uden et sejl og kun 80 minutter med et sejl.

## Billeder af forskellige arter
- D. gigashomogenes
- D. grandis
- D. loomisi
- D. milleri
- D. natalis
- Dimetrodon
- Dimetrodon
- Dimetrodon